# Іванівка (Гурівська сільська громада)
Іва́нівка — село в Україні, у Гурівській сільській громаді Кропивницького району Кіровоградської області. Населення становить 372 осіб на 01.01.2025. До 2020 року орган місцевого самоврядування — Іванівська сільська рада.

## Населення
У 1951 році сюди було виселено 8 сімей з села Довге-Калуське.
Згідно з переписом УРСР 1989 року чисельність наявного населення села становила 575 осіб, з яких 265 чоловіків та 310 жінок.
За переписом населення України 2001 року в селі мешкало 546 осіб.

### Мова
Розподіл населення за рідною мовою за даними перепису 2001 року:
| Мова       | Відсоток |
| ---------- | -------- |
| українська | 95,42 %  |
| російська  | 3,66 %   |
| молдовська | 0,37 %   |
| білоруська | 0,18 %   |
| угорська   | 0,18 %   |

## Природоохоронні території
Біля села розташований ботанічний заказник загальнодержавного значення «Гранітний степ».